# تپه پاگر چم بتان علیا
تپه پاگر چم بتان علیا مربوط به دوره نوسنگی - دوران‌های تاریخی پس از اسلام است و در شهرستان هرسین، بخش بیستون، روستای چم بتان علیا واقع شده و این اثر در تاریخ ۱۱ مرداد ۱۳۸۴ با شمارهٔ ثبت ۱۲۴۷۰ به‌عنوان یکی از آثار ملی ایران به ثبت رسیده است.